# Zaglyptomorpha obscura
Zaglyptomorpha obscura là một loài tò vò trong họ Ichneumonidae.